# Руднєв Костянтин Миколайович
Костянтин Миколайович Руднєв (22 червня 1911, місто Тула, тепер Російська Федерація — 13 серпня 1980, місто Москва) — радянський діяч, заступник голови Ради міністрів СРСР, голова Державного комітету Ради міністрів СРСР з координації науково-дослідних робіт, голова Державного комітету Ради міністрів СРСР з оборонної техніки, міністр приладобудування, засобів автоматизації та систем керування СРСР. Депутат Верховної Ради СРСР 6—10-го скликань. Член ЦК КПРС у 1961—1980 роках. Герой Соціалістичної Праці (17.06.1961).

## Біографія
Народився в родині вчителя. У 1928 році закінчив Тульську середню школу № 6 і склав вступні іспити до Ленінградського приладобудівного інституту, але не був прийнятий через відсутність місць. 
У 1929—1930 роках працював електромонтером Бобриковського рудника Московського вугільного басейну.
У 1930—1935 роках — студент Тульського механічного інституту.
У 1935—1939 роках — інженер, начальник науково-дослідного випробувального відділу, начальник конструкторського відділу, в 1939—1940 роках — головний інженер і заступник начальника Центрального конструкторського бюро (ЦКБ—14) Тульського збройового заводу. Працював над створенням авіаційних кулеметних установок.
У 1940—1941 роках — головний інженер Тульського збройового заводу.
Член ВКП(б) з 1941 року.
У 1941—1943 роках — головний інженер заводу № 314 у місті Мєдногорську Чкаловської області (Тульський збройовий завод в евакуації).
У 1943—1947 роках — директор заводу № 314 (тепер «Уралелектро») у місті Мєдногорську Чкаловської (Оренбурзької) області.
У 1947—1948 роках — директор науково-дослідного інституту № 61 стрілецько-гарматного озброєння авіації Міністерства озброєння СРСР (ракетна техніка) в місті Кунцево Московської області.
У 1948—1950 роках — начальник 5-го Головного управління, член колегії Міністерства озброєння СРСР.
15 серпня 1950 — 15 травня 1952 року — директор науково-дослідного інституту № 88 Міністерства озброєння СРСР (ракетна техніка) в місті Подліпки Московської області.
У лютому 1952 — березні 1953 року — заступник міністра озброєння СРСР.
У березні 1953 — 1957 року — заступник міністра оборонної промисловості СРСР.
У січні — 31 березня 1958 року — заступник голови Державного комітету Ради міністрів СРСР з оборонної техніки.
31 березня 1958 — 10 червня 1961 року — голова Державного комітету Ради міністрів СРСР з оборонної техніки — міністр СРСР. Був головою Державної комісії на випробуваннях всіх балістичних ракет і космічних систем того часу, а також при першому польоті в космос людини — Юрія Гагаріна 12 квітня 1961 року.
Указом Президії Верховної Ради СРСР («закритим») від 17 червня 1961 року за видатні заслуги у створенні зразків ракетної техніки і забезпеченні успішного польоту людини в космічного простору Руднєву Костянтину Миколайовичу присвоєно звання Героя Соціалістичної Праці з врученням ордена Леніна і золотої медалі «Серп і Молот».
10 червня 1961 — 2 жовтня 1965 року — заступник голови Ради міністрів СРСР.
Одночасно 10 червня 1961 — 13 березня 1963 року — голова Державного комітету Ради міністрів СРСР з координації науково-дослідних робіт. 13 березня 1963 — 2 жовтня 1965 року — голова Державного комітету з координації науково-дослідних робіт СРСР.
2 жовтня 1965 — 13 серпня 1980 року — міністр приладобудування, засобів автоматизації і систем керування СРСР.
Помер 13 серпня 1980 року. Похований на Новодівочому цвинтарі в Москві (дільниця 9).

## Нагороди і звання
- Герой Соціалістичної Праці (17.06.1961)
- шість орденів Леніна (5.08.1944, 20.04.1956, 21.12.1957, 17.06.1961, 2.07.1966, 21.06.1971)
- орден Жовтневої Революції (12.03.1976)
- орден Вітчизняної війни ІІ ст. (16.09.1945)
- два ордени Трудового Червоного Прапора (3.06.1942, 1949)
- медаль «За трудову доблесть» (8.06.1939)
- медалі
- Премія Ради Міністрів СРСР (1982, посмертно) — за створення і впровадження галузевої автоматизованої системи управління «АСУ-Прилад»